# 蘭利鎮區 (堪薩斯州埃爾斯沃思縣)
蘭利鎮區（英語：Langley Township）為美國堪薩斯州埃爾斯沃思縣轄下的鎮區。2010年美国人口普查中此鎮區人口有74人。

## 地理
蘭利鎮區涵蓋總面積為93.6平方（36.12平方英里），其中陸地面積為92.0平方（35.51平方英里），水域面積為1.6平方（0.61平方英里）或1.69%。海拔高度490（1,610英尺）。

## 人口統計
根據2010年美國人口普查，蘭利鎮區人口有74人，其中男性有38人，女性有36人，人口密度為每平方公里0.79人，住房計121戶。鎮區內的白人有72人，非裔美國人有0人，美洲原住民有0人，亞裔美國人有0人，太平洋島裔美國人有0人，其他種族有0人，混血種族則有2人。此外鎮區內有3人為西班牙裔或拉丁裔美國人。此鎮區之年齡中位數為53.5歲，而男性年齡中位數為54.5歲，女性年齡中位數為53.0歲。

## 交通

### 主要公路
- 4號堪薩斯州州道
- 141號堪薩斯州州道